# Jerzy Jarocki

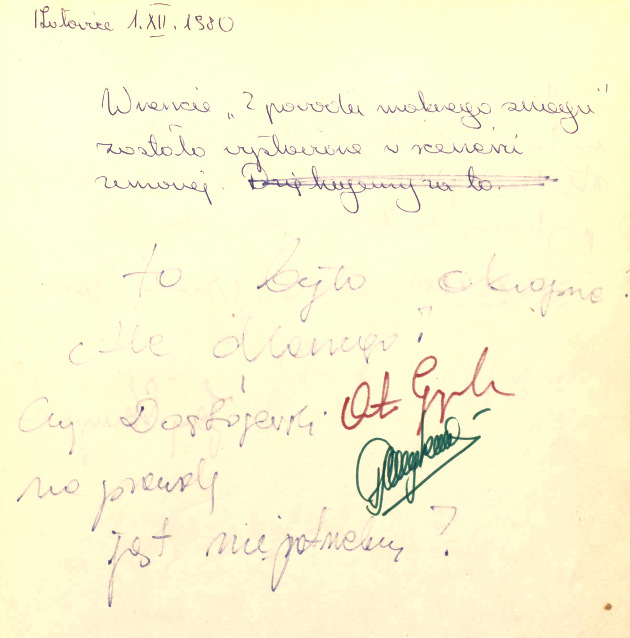
Wpis do Kroniki Klubu Związków i Stowarzyszeń Twórczych, Katowice, 1 grudnia 1980

Jerzy Jarocki (ur. 11 maja 1929 w Warszawie, zm. 10 października 2012 tamże) – polski reżyser teatralny, pedagog, tłumacz i dramaturg, określany jako „jeden z najważniejszych reżyserów teatralnych w polskim teatrze powojennym”.
W latach 1961–1998 reżyserował na deskach Starego Teatru im. Heleny Modrzejewskiej w Krakowie, od 2003 związany także z Teatrem Narodowym w Warszawie. Profesor Państwowej Wyższej Szkoły Teatralnej im. Ludwika Solskiego w Krakowie, członek Polskiej Akademii Umiejętności.

## Życiorys
Brat pisarza Roberta Jarockiego.
Ukończył studia na Wydziale Aktorskim Państwowej Wyższej Szkoły Teatralnej im. Ludwika Solskiego w Krakowie. Studia reżyserskie odbył w Państwowym Instytucie Sztuki Teatralnej (GITIS) w Moskwie. Był tam uczniem Nikołaja Gorczakowa – współpracownika Konstantego Stanisławskiego. W początkowym okresie pracy reżyserskiej (1957–1962) był związany z teatrami w Katowicach. Debiutował w 1957 roku w Teatrze Śląskim im. Stanisława Wyspiańskiego przedstawieniem „Bal manekinów” Brunona Jasieńskiego. W 1959 roku Jarocki postanowił wystawić w Gliwicach „Ślub” Gombrowicza. W tym celu wraz ze studentami Politechniki Śląskiej stworzył Studencki Teatr Gliwice – STG. Światowa prapremiera „Ślubu” odbyła się w Gliwicach w kwietniu 1960 roku. Była wielkim wydarzeniem teatralnym, ale po 4 spektaklach przedstawienie znalazło się na indeksie i zostało zdjęte z afisza. „Ślub” został uznany przez krytyków za najciekawszy spektakl w teatrze studenckim w 1960 roku. Inscenizacja została przeniesiona i wznowiona w Paryżu.
Od 1961 roku Jarocki zaczął współpracę ze Starym Teatrem im. Heleny Modrzejewskiej w Krakowie. Pierwsze przedstawienie w reżyserii Jarockiego – „Zamek w Szwecji” Françoise Sagan – miało premierę 21 lipca 1961 roku. W latach 1962–1998 był etatowym reżyserem Starego Teatru. Główne dzieła Jarockiego powstały na scenach Teatru Polskiego we Wrocławiu, Teatru Dramatycznego w Warszawie i Starego Teatru w Krakowie i były oparte na literaturze współczesnej. Jego ulubionymi autorami byli: Eugene O’Neill, Arthur Miller, Sławomir Mrożek, Friedrich Dürrenmatt, Stanisław Ignacy Witkiewicz, Witold Gombrowicz, Tadeusz Różewicz, Anton Czechow, Władimir Majakowski. 
Twórczość Jarockiego charakteryzowała się realizmem i precyzyjną analizą tekstu. W swoich przedstawieniach łączył ściśle wszystkie ich elementy: scenografię, kostiumy, muzykę oraz grę aktorską i podporządkowywał je swojej wizji świata scenicznego. Od siebie i od swoich współpracowników wymagał pełnego oddania się sztuce. Teatr Jarockiego bywał określany jako chłodny, precyzyjny, racjonalny, a jednocześnie pełny emocji, niepokoju i poszukiwania.
Od 2003 roku był związany także z Teatrem Narodowym w Warszawie. Wystawił tam między innymi „Kosmos” Gombrowicza (2005) i „Miłość na Krymie” Sławomira Mrożka (2007), „Tango” Mrożka (2009), „Sprawę” według „Samuela Zborowskiego” Słowackiego (2011). Niedługo przed śmiercią rozpoczął przygotowywania do autorskiego przedstawienia „Węzłowisko”, którego premiera była przewidziana na wiosnę 2013 roku. We wrześniu 2012 roku zakończył zdjęcia do telewizyjnej rejestracji „Tanga”.
Jarocki reżyserował także za granicą, m.in. na deskach Schauspielhaus Zurych (1972, 1973, 1984), Monachijskiego Kammerspiele (1975), Teatrze im. Samuiła Cwillinga w Czelabińsku (1976), Belgradzkiego Dramsko Pozorište (1979, 1981), Dramsko Centar w Nowym Sadzie (1982), Schauspielhaus Wuppertal (1982), Teatrze w Niszu (1983), Staatstheater Nürnberg (1984), Zvezdara Teater Belgrad (1986). Za popularyzację polskiego teatru na świecie został wyróżniony Nagrodą Sekcji Krytyków Teatralnych PO ITI w 1984 roku.
Od 1966 roku Jerzy Jarocki był wykładowcą w krakowskiej PWST. Był autorytetem, wychowawcą i mentorem wielu polskich aktorów
Od 1991 roku był profesorem tej uczelni. W 1994 roku został przyjęty w poczet członków Polskiej Akademii Umiejętności.
17 listopada 2007 roku, podczas uroczystości w Teatrze Narodowym w Warszawie, odebrał z rąk ministra kultury i dziedzictwa narodowego Bogdana Zdrojewskiego Złoty Medal „Zasłużony Kulturze Gloria Artis”. Minister podziękował Jerzemu Jarockiemu za perfekcyjną naukę kilku pokoleń artystów, za kształcenie publiczności, za podnoszenie każdego spektaklu – jeżeli jest taka potrzeba – z pozycji horyzontalnej na wertykalną.
Zmarł 10 października 2012 roku w Warszawie. Urna z jego prochami spoczęła w alei zasłużonych cmentarza Rakowickiego w Krakowie (kwatera LXIX pas B-1-15).

## Odznaczenia i nagrody

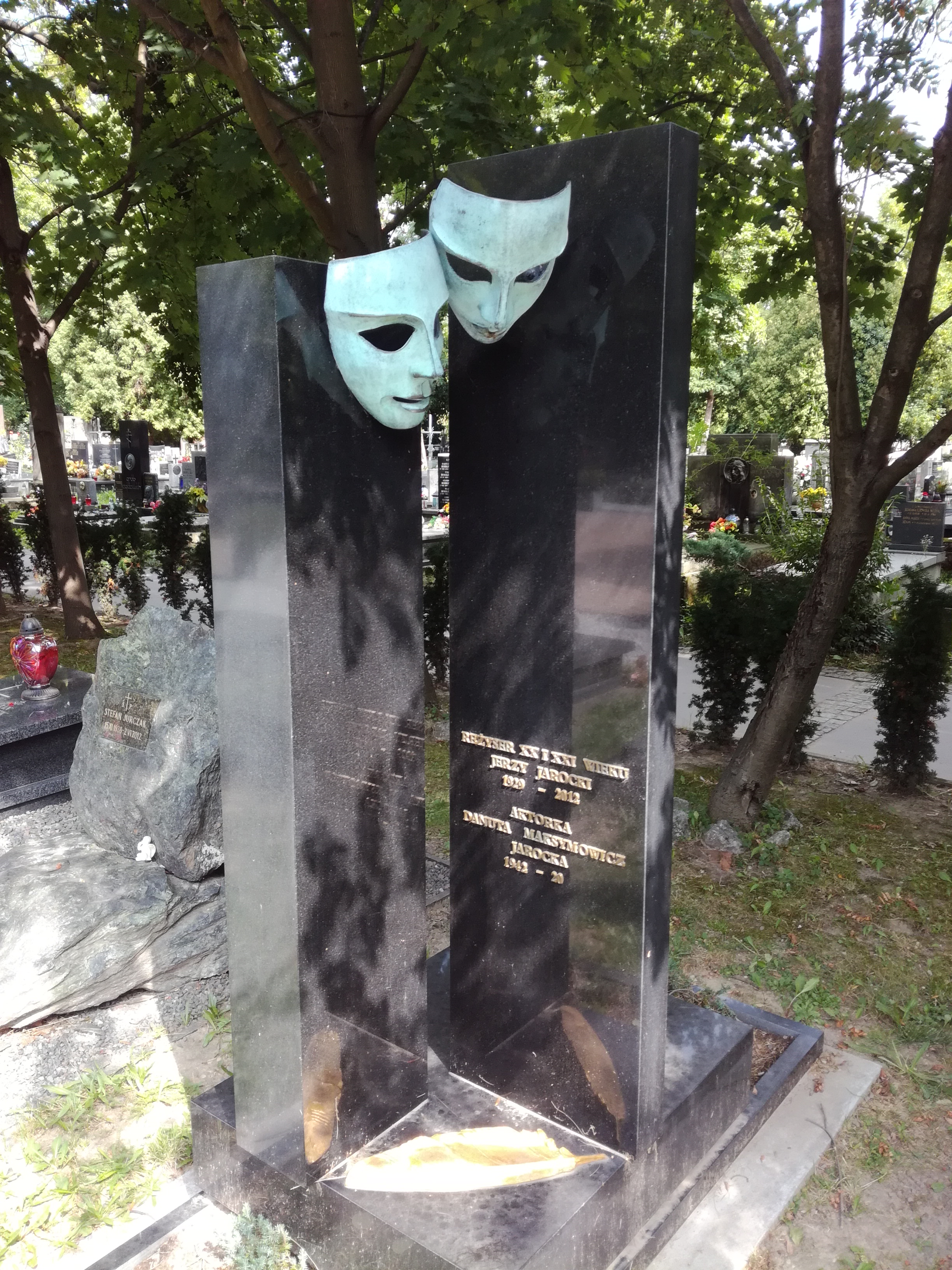
Grób Jerzego Jarockiego na cmentarzu Rakowickim

- 1965 – Złota Odznaka „Za zasługi dla Krakowa”
- 1967 – Nagroda im. Schillera za osiągnięcia w reżyserii teatralnej ze szczególnym uwzględnieniem reżyserii polskich sztuk współczesnych w latach 1965–1967
- 1968 – Złoty Krzyż Zasługi
- 1970 − Nagroda im. Tadeusza Boya-Żeleńskiego za wybitne osiągnięcia reżyserskie ze szczególnym uwzględnieniem polskiej dramaturgii współczesnej.
- 1971 – Nagroda Ministra Kultury i Sztuki I stopnia za całokształt osiągnięć reżyserskich, a szczególnie za reżyserię sztuk „Matka”, „Wyszedł z domu”, „Moja córeczka”
- 1972 – Złota Odznaka „Za Pracę Społeczną dla miasta Krakowa”[10]
- 1973 – Odznaka „Zasłużony Działacz Kultury”
- 1974 – Krzyż Kawalerski Orderu Odrodzenia Polski
- 1976 – Nagroda Miasta Krakowa
- 1977 – Nagroda im. Konrada Swinarskiego (przyznawana przez redakcję miesięcznika Teatr) – za reżyserię przedstawienia Król Lear Williama Szekspira w Teatrze Dramatycznym w Warszawie
- 1978 – Odznaka „Za zasługi dla województwa wrocławskiego”
- 1984 – Nagroda Sekcji Krytyków Teatralnych PO ITI za popularyzację polskiego teatru na świecie
- 1987 – Krzyż Oficerski Orderu Odrodzenia Polski
- 1994 – III nagroda za spektakl „Płatonow” w Teatrze Polskim we Wrocławiu Festiwalu „Kontakt” w Toruniu
- 1997 – Nagroda Ministra Kultury i Sztuki za osiągnięcia w dziedzinie twórczości artystycznej
- 1997 – Medal 400-lecia stołeczności Warszawy
- 2000 – tytuł doktora honoris causa Uniwersytetu Jagiellońskiego w Krakowie

Nagroda Honorowa filii krakowskiej Fundacji Kultury Polskiej za rok 2000
Nagroda Honorowa na 25. Opolskich Konfrontacjach Teatralnych za najlepszą realizację klasyki polskiej w Teatrze Telewizji dla „Grzebania” (ex aequo z „Bigda idzie” w reżyserii Andrzeja Wajdy)
- 2002 – „Ludwik Honorowy” – nagroda teatralna środowiska krakowskiego za całokształt twórczości
- 2003 – Nagroda Honorowa na 28. Opolskich Konfrontacjach Teatralnych za wybitne inscenizacje sztuk Stanisława Ignacego Witkiewicza na scenach polskich od 1964 roku do dzisiaj
- 2005 – Najwyższa Nagroda na 30. Opolskich Konfrontacjach Teatralnych za „próbę syntezy dzieła Witolda Gombrowicza” w przedstawieniu „Błądzenie” według Gombrowicza w Teatrze Narodowym w Warszawie
- 2006 – Wielka Nagroda Fundacji Kultury

Nagroda Specjalna miesięcznika „Teatr” z okazji jubileuszu 60-lecia pisma
- 2007 – Złoty Medal „Zasłużony Kulturze Gloria Artis”

Źródło

## Odniesienia w kulturze
W 2018 roku nakładem Wydawnictwa Znak ukazała się książka Jerzy Jarocki. Biografia autorstwa Elżbiety Koniecznej.